# Комодоро-Рівадавіа – Буенос-Айрес

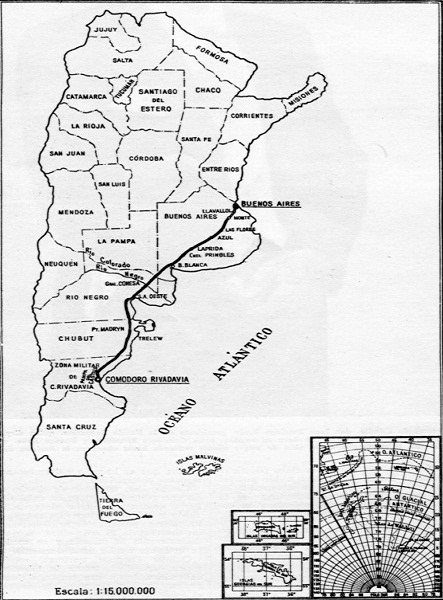
Газогін Комодоро-Рівадавіа — Буенос-Айрес на мапі

Комодоро-Рівадавіа — Буенос-Айрес — перший аргентинський магістральний газопровід, споруджений у 1940-х роках.
До середини 20 століття потреби аргентинських міст у газі покривались за рахунок продукту, синтезованого із вугілля, при цьому саме вугілля імпортувалось із Великої Британії. В той же час, на півдні країни біля міста Комодоро-Рівадавія вже кілька десятиліть розроблялось поки що єдине гігантське нафтове родовище Аргентини. З метою послаблення енергетичної залежності від імпорту, виник активно підтриманий президентом Пероном план використання газу, який отримували в процесі розробки згаданого родовища. Для доставки палива до столиці у 1947—1949 роках проклали газопровід діаметром 250—300 мм та довжиною 1770 км, на той період один з найдовших у світі. На своєму шляху трубопровід перетнув кілька великих річок, зокрема Ріо-Колорадо, де через сильну течію його довелось заривати глибоко в ґрунт, та Ріо-Негро, перехід через яку виконали у формі підвісного моста.
Для забезпечення прокачування газу у Комодоро-Рівадавія та далі з інтервалом 500 км спорудили компресорні станції. Початкова потужність трубопроводу склала 0,18 млрд.м3 у рік. В подальшому завдяки встановленню нових компресорних станцій (їх загальна кількість зросла до 8) вона збільшилась до 0,36 млрд.м3 на рік.
Через деякий час для підтримки обсягу поставок проклали ще одну секцію трубопроводу довжиною 100 км на південь від Комодоро-Рівадавія.
Газопровід Комодоро-Рівадавіа — Буенос-Айрес відігравав ведучу роль у постачанні столичного регіону до спорудження в 1960-х роках значно потужнішої системи з родовищ північно-західної провінції Сальта (газопровід Norte) та прокладання нового південного маршруту («General San Martin»). 